# تشوي تاي جون
تشوي تاي جون هو ممثل ومغني كوري جنوبي ولد في 7 يوليو 1991.